# Provincia de Phitsanulok
Phitsanulok (en tailandés: พิษณุโลก) es una de las setenta y seis provincias que conforman la organización territorial del Reino de Tailandia.

## Geografía
La mayoría de Phitsanulok tiene un clima tropical cálido con una precipitación anual considerable (la precipitación anual es de aproximadamente 1,8 metros). En las regiones de mayor altitud de la provincia, sin embargo, el clima es fresco, con temperaturas que llegan a alrededor de 25 °C, y a veces caen por debajo del punto de congelación. Con respecto a las precipitaciones, hay una estación seca y una estación lluviosa. La estación lluviosa comienza en la primavera y termina alrededor de noviembre. La deforestación y el desarrollo urbano a lo largo de las orillas del río, junto con la gran cantidad de precipitaciones en la región, han dado lugar a algunas cuestiones del cambio climático, sobre todo de manifiesto en las graves inundaciones recientes en la provincia y en otros lugares aguas abajo del río Nan.
Phitsanulok es el hogar de una gran cantidad de especies animales y vegetales, incluyendo un número de especies en peligro de extinción, vulnerables y amenazadas. Los animales autóctonos incluyen una variedad de mamíferos (incluidos los tigres en peligro de extinción y vulnerables osos negros asiáticos), cangrejos, reptiles, anfibios, peces, insectos, y más de 190 especies de aves. La vegetación incluye numerosas especies de plantas como las Phayom, en peligro de extinción, Hopea ferrea y Dalbergia oliveri, Hopea odorata y el pino de Sumatra, y una variedad de coníferas y licopodios. Algunas aves amenazadas son el Lophura siamés y el dardo oriental. El Lophura siamés ha sido nominado para ser el ave nacional de Tailandia. La conservación de la fauna está empezando a llevarse a cabo en la provincia. Algunos planes para el desarrollo sostenible se están aplicando gradualmente, y en los últimos 30 años, más y más tierras se han reservado como áreas protegidas. Hay cuatro parques nacionales.
Las características topográficas de la provincia de Phitsanulok incluyen a las montañas de Phetchabun, el río Nan y varios de sus afluentes, cascadas, pantanos, bosques, praderas, cuevas, y una amplia red de canales. Las zonas pobladas de la provincia son en gran medida libres de vegetación natural y adaptadas para la agricultura. La capital de la provincia de Phitsanulok a veces es llamada Song Kwae, la ciudad de los dos ríos, el nombre antiguo que data de siglos atrás, debido a la cercanía entre los ríos Nan y Khwae Noi.
Gran parte de la provincia cuenta con el apoyo de una cuenca sedimentaria conocida como la Cuenca de Phitsanulok. Su superficie total es de aproximadamente 6.000 kilómetros cuadrados. La cuenca está compuesta de grava, arcilla, de piedra arenisca y roca. Krabu Lan, Chum Saeng, Yom Ping son los yacimientos de hidrocarburos en la cuenca que contienen la mayor parte de las reservas de carbón en esta provincia. Shell Tailandia y PTT-EP han llevado a cabo la exploración de esta cuenca con fines de localizar reservas de petróleo.

## Divisiones Administrativas

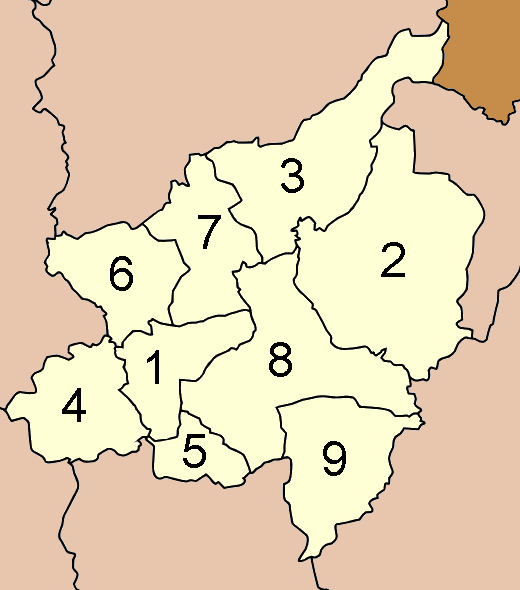
Distritos de la provincia.

Esta provincia tailandesa se encuentra subdividida en una cantidad de distritos (amphoe) que aparecen numerados a continuación:
- 1. Mueang Phitsanulok
- 2. Nakhon Thai
- 3. Chat Trakan
- 4. Bang Rakam
- 5. Bang Krathum
- 6. Phrom Phiram
- 7. Wat Bot
- 8. Wang Thong
- 9. Noen Maprang

## Demografía
La provincia abarca una extensión de territorio que ocupa una superficie de unos 10.815,8 kilómetros cuadrados, y posee una población de unas 792.678 personas (según las cifras del censo realizado en el año 2000). Si se consideran los datos anteriores se puede deducir que la densidad poblacional de esta división administrativa es de setenta y tres habitantes por kilómetro cuadrado.